# پارک جو-بونگ
پارک جو-بونگ (انگلیسی: Park Joo-bong؛ زادهٔ ۵ دسامبر ۱۹۶۴) بدمینتون‌باز اهل کره جنوبی است.